# Mundrabillaite
La mundrabillaite è un minerale.